# Дьяконов Едуард Станіславович
Едуард Станіславович Дьяконов (рос. Эдуард Станиславович Дьяконов; 7 квітня 2001 — 24 березня 2022, Маріуполь, Україна) — російський військовик, рядовий ЗС РФ. Герой Російської Федерації.

## Біографія
Навчався в іркутській школі №39, в шостому класі перейшов в гімназію №25. В 2019 році вступив в Іркутський національний дослідницький технічний університет, проте через 2 місяці взяв академічну відпустку, щоб пройти строкову службу в армії. Спочатку здобував спеціальність військового кухаря, але перейшов у спецназ розвідником. Після завершення строкової служби в 2020 році підписав контракт і продовжив службу.  З 24 лютого 2022 року брав участь у вторгненні в Україну, радист-розвідник 57-ї окремої роти спеціального призначення 8-ї загальновійськової армії. Загинув у бою. 31 березня був похований на Радищевському цвинтарі в Іркутську.

## Нагороди
- Звання «Герой Російської Федерації» (5 липня 2022, посмертно) — «за мужність і героїзм, проявлені під час виконання військового обов'язку.» 26 липня медаль «Золота зірка» була передана рідним Дьяконова губернатором Іркутської області Ігорем Кобзєвим. До нагородження єфрейтора Тимофія Матвєєва 31 грудня 2022 року Дьяконов був наймолодшим за датою народження Героєм РФ.